# 复兴5C型内燃机车
复兴5C型内燃机车（FXN5C）是中国铁路的一款交流传动的货运内燃机车，由中车戚墅堰机车有限公司于2019年研制成功，2024年1月量产。其为复兴系列内燃机车中首款量产的车型，将逐步替代20世纪末研制成功的东风4系列、东风8系列以及和谐3型内燃机车等老旧车型，成为国内货运内燃机车的主力机型。

## 发展历史

### 运行试验
2019年12月26日凌晨，FXN5C-0001号机车单机牵引1节试验车、1节宿营车、46节编组货车和1辆陪试机车，牵引重量4320吨。从漠河塔河站至加格达奇站区间，期间进行了三次启动加速试验，全程运行5小时，环境温度-38℃至-30℃。试验机车在各牵引工况下运用良好，制动装置的制动和缓解动作良好，三次启动加速试验均顺利完成，同时司机室温度达到26℃至30℃，机车试验获得圆满成功。

### 量产
2023年10月，FXN5C机车取得型号合格证和制造许可证，具备了批量生产的资质。2024年1月12日，15台复兴型内燃机车FXN5C正式交付大秦铁路股份有限公司太原机务段，未来将用于太焦铁路的货运牵引。

## 外观
试验过程中的复兴5C型内燃机车采用枣红色车身配以黄色腰线的涂装，机车走行部、转向架为石墨灰色。车号等文字标识是用黄色，“复兴”二字使用立体魏碑字体粘贴于机车侧墙。量产后则采用海蓝色涂装，并辅以两条淡蓝色弧形色带的外观设计，靠走行部采用淡黄色色带加以点缀。